# Joaquín Gutiérrez Heras
Joaquín Gutiérrez Heras (Tehuacán, Puebla 28 de novembre de 1927 - Mèxic D.F., 3 de març de 2012) va ser un compositor i acadèmic mexicà.

## Semblança biogràfica
Va estudiar arquitectura a la Universitat Nacional Autònoma de Mèxic, però va abandonar la carrera per dedicar-se a la música. Va començar a internar-se en la música de forma autodidacta, i l'any de 1950 va ingressar al Conservatori Nacional de Música, on va estudiar cello amb Imre Hartman i composició amb Rodolfo Halffter i Blas Galindo. En 1952 va rebre una beca de l'Institut Francès d'Amèrica Llatina per estudiar en el Conservatori de París, on va tenir com a tutors a Nadia Boulanger, Jean Rivier i Olivier Messiaen; en 1960 va ser becat per la Fundació Rockefeller per estudiar en la Juilliard de Nova York on es va graduar com a compositor a l'any següent.
Va ser director de Ràdio UNAM de 1966 a 1978, mestre d'anàlisi en el Conservatori Nacional de 1969 a 1970 i de composició en el taller de l'Institut Nacional de Belles arts (INBA) de 1974 a 1977.
Va ser un dels fundadors del grup «Nova Música de Mèxic». Algunes de les seves composicions, que inclouen obres per a conjunts de càmera, corals i orquestrals, han estat publicades per Edicions Mexicanes de Música i la UNAM, i el Cenidim va presentar un disc compacte dedicat a la seva música de cambra. També va compondre música per a ballet, teatre, música didàctica i diverses partitures per a cinema, que han estat premiades diverses vegades amb la Diosa de Plata i, en tres ocasions amb el Premio Ariel. Va ser compositor convidat per la American Composers Orchestra, per a la Setmana de Música Mexicana realitzada a Nova York. Va ser membre del consell editorial per a la Col·lecció de Música Simfònica Mexicana, que publica la Direcció de Difusió Cultural de la UNAM i Edicions Mexicanes de Música, A. C.

## Premis i distincions
- Becari del Fons Nacional per a la Cultura i les Arts.
- Doctorat Honoris causa per la Universitat Nacional Autònoma de Mèxic.
- Premi Nacional de Ciències i Arts a l'àrea de Belles arts en 2006.

## Obres
Gutiérrez Heras va compondre principalment en tres gèneres, música de cambra, música per a cinema, i música simfònica. Encara que va aconseguir major reconeixement en la creació de música per a cinema.
L'escena simfònica Els caçadors va ser composta per a un ballet que no va arribar a realitzar-se. La idea del coreògraf era l'assetjament, la persecució i la mort d'un ser individual a les mans d'un grup tribal. La música pot inscriure's fins a cert punt en el nacionalisme mexicà no folkorizante, es divideix en tres seccions: una introducció lenta que gradualment es converteix en un allegro (grup tribal), una secció mitjana plena de presagis (la víctima) i un allegro final (la persecució). Els caçadors es va tocar per primera vegada al juliol de 1965, amb l'Orquestra Simfònica Nacional sota la direcció del seu amic Eduardo Mata.
Night and day music va ser escrita en 1973 per encàrrec de la American Wind Symphony Orchestra de Pittsburg, una orquestra únicament formada per fustes, metalls i percussions. La música és lliurement atonal, encara que utilitza a certs moments procediments derivats del serialismo. Consisteix en dues seccions contrastants; la primera és un nocturn, la segona una espècie de fanfàrria.
Postludio és probablement la seva obra més interpretada actualment. Una obra per a orquestra de cordes escrita en forma de tríptic en què cada part és contrastant tant de textures com de tècniques de composició. L'estructura és de lent, ràpid, lent; on la primera és una recerca gradual d'expandirel so amb una atonalitat lliure des d'una nota fins harmonies més expandides, la segona és una part més ràpida on hi ha certs moments amb tècniquesminimalistes i altres amb intervensiones solísticas, i la tercera part és novament untemps lent que presenta una fuga modal amb certes llibertats. Potser la fama del seu Postludio no obeeix a una casualitat o a un caprici dels programadors, sinó que d'alguna manera emmarca i descriu la seva obra completa; resulta invariablement personal, autònoma i independent; refractària a les modes i als "ismes".